# Rio Camaces
Camaces é um rio espanhol da província de Castela e Leão afluente da margem esquerda do Rio Huebra. Pertence a bacia hidrográfica do Rio Douro. Nasce a leste de Olmedo de Camaces.